# Hagelkreuzstraße 24 (Mönchengladbach)

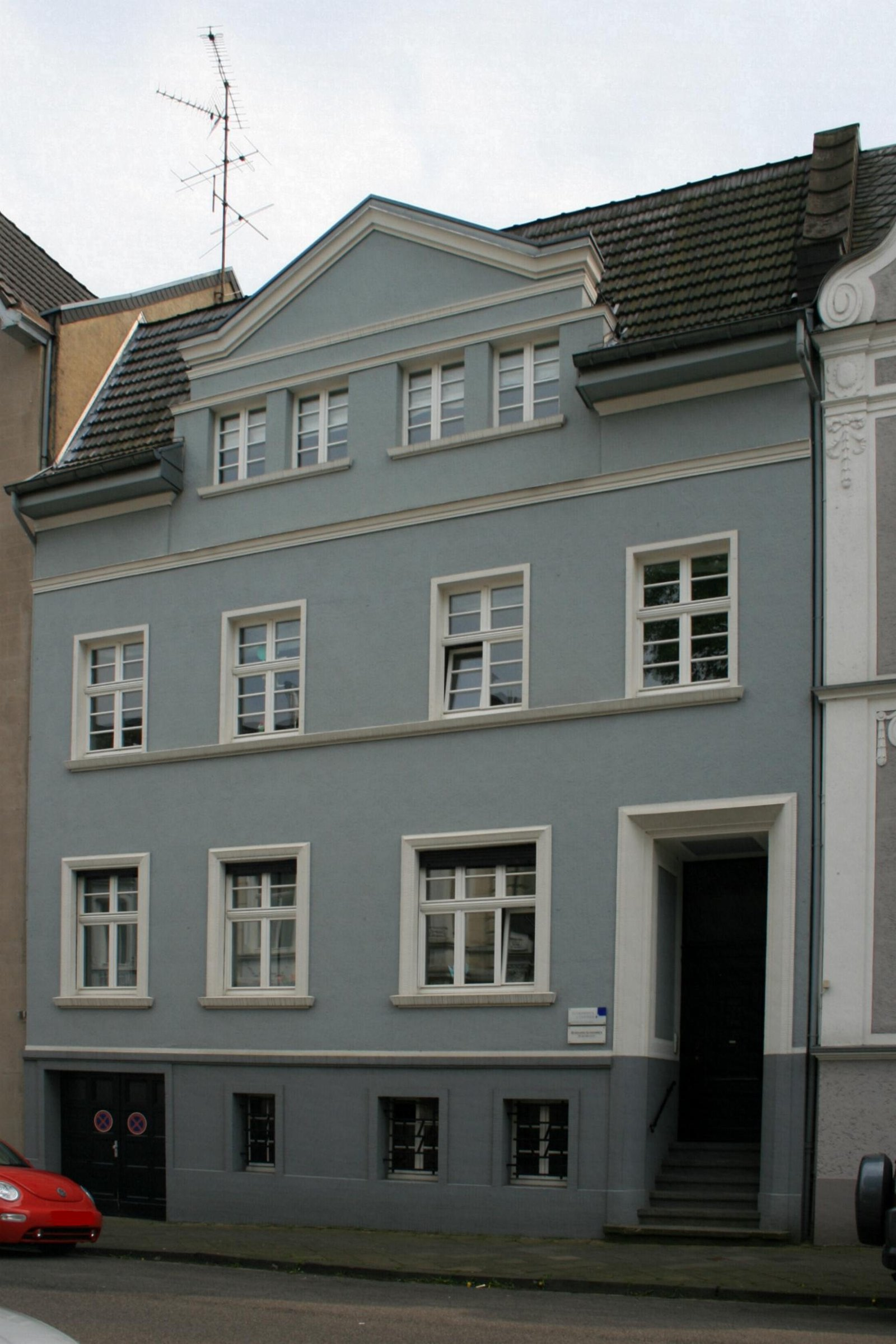
Wohnhaus (2010)

Das Wohnhaus Hagelkreuzstraße 24 steht in Mönchengladbach (Nordrhein-Westfalen).
Das Gebäude wurde 1927 erbaut. Es wurde unter Nr. H 080  am 6. Dezember 1994 in die Denkmalliste der Stadt Mönchengladbach eingetragen.

## Architektur
Im nördlichen Stadterweiterungsgebiet in einer städtebaulich exponierten Wohngegend zwischen dem Neuen Wasserturm und dem Bunten Garten steht auf längsrechteckigem Grundriss der zweigeschossig hochgeführter Putzbau von vier Achsen. Hochausgebildetes Souterrain mit linksseitiger Garage und drei rechteckigen Fensteröffnungen. Horizontalgliederung durch Sockel-, Sohlbank-, Stockwerk- und Traufgesims.
Architektonische Akzentuierung des ansonsten schmucklosen Hauses durch mittigen, streng formulierten Dreiecksgiebel. Gleichförmig hochrechteckige Fenster in rhythmisierter Anordnung; differierend als dreiteilige Fensteröffnung ausgebildet ist lediglich das den hohen Hauseingang (r.) links flankierende. Zurückhaltend profilierte Putzrahmen als Fenster- und Türeinfassung. Im Giebelfeld vier kleiner dimensionierte und jeweils paarweise angeordnete Rechteckfenster. Ein mäßig steil geneigtes Satteldach als Abschluss.